# ما عادت نداریم
ما عادت نداریم (انگلیسی: Unaccustomed As We Are) فیلمی در ژانر کمدی و زوج هنری به کارگردانی لوئیس آر. فاستر و هال روچ است که در سال ۱۹۲۹ منتشر شد. از بازیگران آن می‌توان به استن لورل، اولیور هاردی، ادگار کندی، می بوش، و تلما تاد اشاره کرد.